# Konventionen angående diskriminering i fråga om anställning och yrkesutövning
Konventionen angående diskriminering i fråga om anställning och yrkesutövning (ILO:s konvention nr 111 angående diskriminering i fråga om anställning och yrkesutövning, Discrimination (Employment and Occupation) Convention) är en konvention som antogs av Internationella arbetsorganisationen (ILO) den 25 juni 1958. Konventionen förbjuder alla diskriminering vid anställd, yrkesutbildning eller jobbsökande för lika möjligheter. Den är en av ILO:s åtta kärnkonventioner.
I juni 2017 hade 175 av ILO:s 183 medlemsstater raticiferat konventionen.